# 直笛

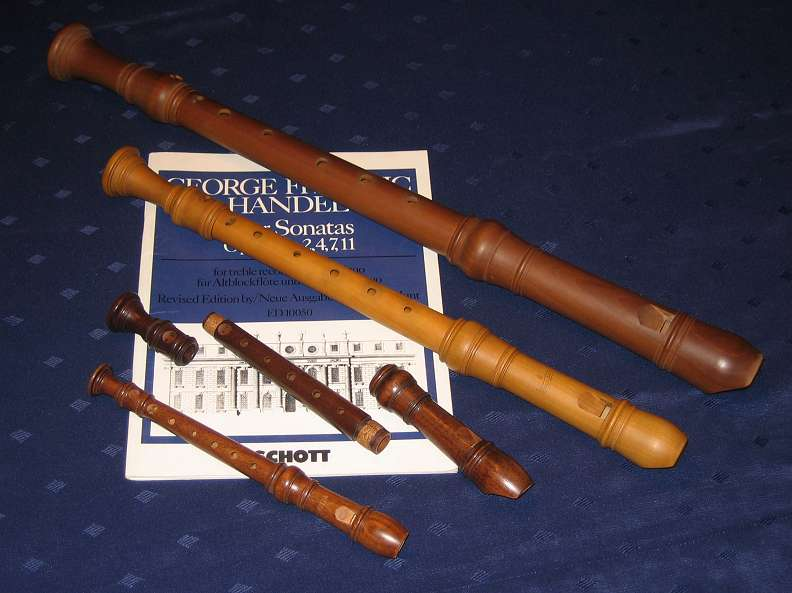
不同製式的木笛

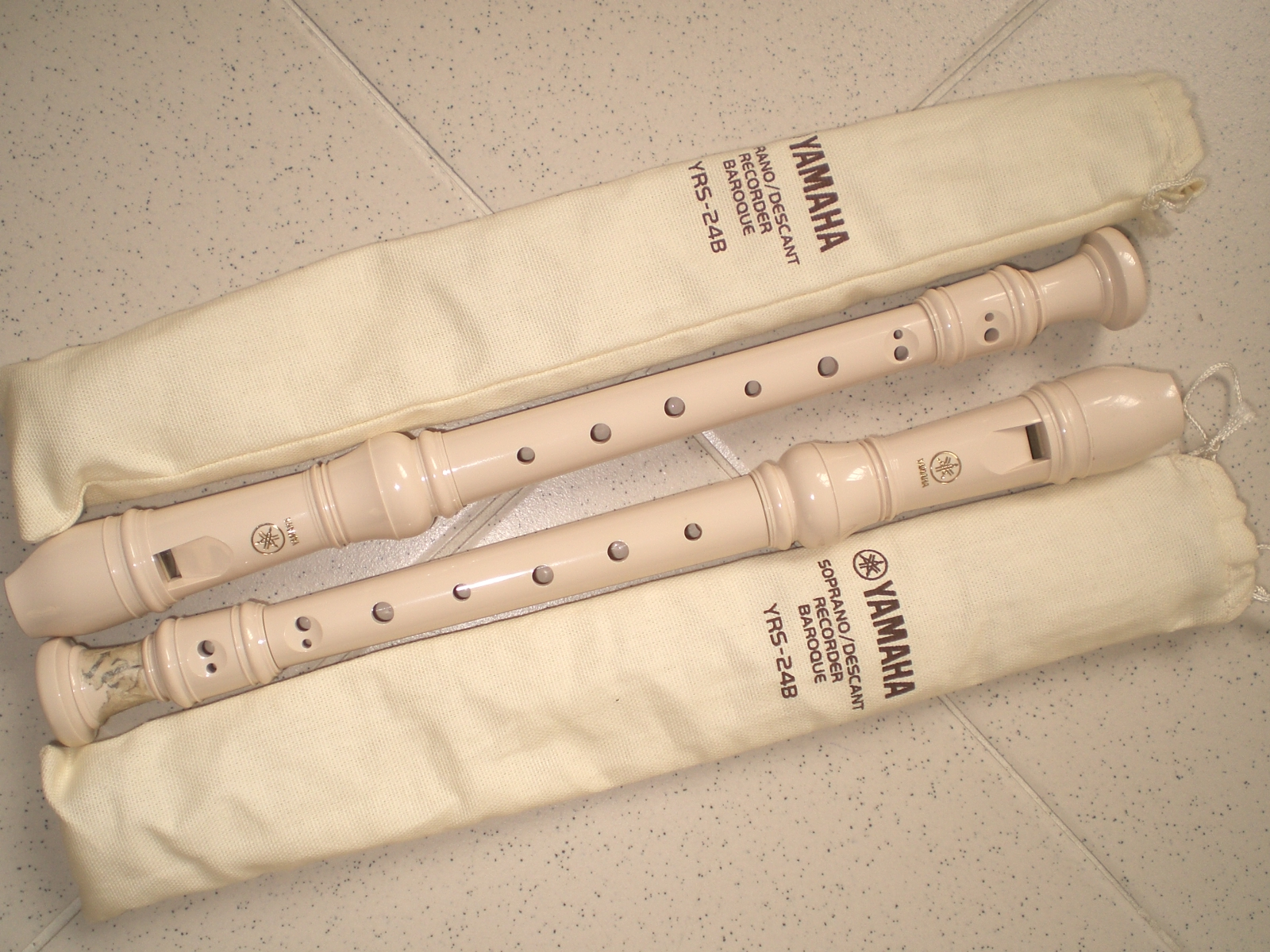
山葉的直笛“巴洛克式”，從上往下數，第4孔小。第5孔大。

直笛（英語：recorder）是一種木管樂器，直身長管，以邊稜發聲，是哨笛的一種。笛端有1個吹孔，吹孔以下有尖板開口，笛身有8至10個音孔，其中2個為半音孔，由口吹氣至吹口的窄管，窄管的氣撞到尖板，令空氣震盪。直笛音色優美圓潤，是巴洛克時代的標準獨奏樂器。
中文各地有不同常用称呼，中国大陆通称“竖笛”、臺湾通称“直笛”、香港通称“木笛”。又稱“牧童笛”。「木笛」一詞源自其德文名，意指笛頭內用塞木（Block）做出以引導空氣的管道。
标准直笛有8个音孔(不包含底孔)，通过按孔的不同组合可以得到2個半到3個八度。现在的直笛是十二平均律樂器，可以吹奏包括大調、小調的24个调，因為沒有按鍵的原因。理論上能夠吹奏出十二平均律以外的音，並且可以做出滑音。因为音孔較少，在吹奏远关系调时，指法极为复杂使用叉式指法。

## 制式

### 指法
現代直笛的指法有“德式指法”與“巴洛克式指法”（或稱英式指法）之分，两種指法的笛外形极相似，但開孔有別，笛身正面从上往下数：“德式直笛”的第4孔大，第5孔小；“巴洛克式直笛”的第4孔小，第5孔大，个别音的指法也会不同。德式指法由德國人Peter Harlan在20世紀初意外發明，當時他因為未習得巴洛克式指法，誤以為笛開孔有問題，自行改造，令高音笛上F指法變得簡單。由於德式指法在入门阶段操作较简便，過去曾广泛用于中小学音乐教学。但由於開孔改變，令高音域的音準不正確，除入門教學外，現時已甚少使用。世界各国的专业直笛演奏者均極少使用德式直笛于专业性的演奏。巴洛克指法之所以又名英式指法，是因為指法因德國教育家改變後，給英國人改回來。

### 樂器的形制
直笛按其形制及生產時期，可分為中世紀直笛（Medieval recorder），如Dordrecht,Tartu及Nysa；文藝復興式直笛（Renaissance recorder），如Virdung,Gohin及Kynseker；前巴洛克直笛（early baroque / transitional recorder），如Ganassi,Dolcimelo，Rosenborg及Bassano  ，巴洛克式直笛（Baroque recorder），即現時最常見的直笛，以及現代笛(復興巴洛克式直笛)（modern recorder），如Mollenhauer出品的Modern笛，Moeck出品的Ehlert笛，Kung的Eagle及Paetzold的方形低音笛。
現時直笛巴洛克大多是按當時著名製造商的作品復刻或以之為基礎修改而成，也有生產商是自行綜合各家所長加以改變而生產，因此大多數生產商會以巴洛克時期著名製造商的姓氏來命名型號，當中常見的包括Denner, Stanesby, Bressan, Rottenburg, Haka。雖然同是巴洛克直笛，不同型號的直笛音色、反應等，都有不同。但一般大量機器生產的木笛或塑膠笛，需因應機器運作限制而對直笛設計作出遷就，故大多只是在外形與原作品相似，不能與手工的復刻木笛比較。有部份機器生產直笛則在後期以較多的人工工序修飾及適音，以取得成本及效果的平衡，如Kung的Marsyas，Mollenhauer的Denner Edition及Dream Edition。

#### 音高
現代的A音符基頻為440Hz，但為方便合奏，不少製造商將A音符基頻為442Hz。由於直笛作品大多為巴洛克時期，故專業手工直笛也有不少以415Hz為A音符基頻。除此以外，文藝復興形制的直笛亦有以466Hz為A音符基頻。而個別的復刻直笛，更有音域由A = 392Hz至520Hz的。

#### 音域
| 制式           | 英文名                            | 音域    |
| -------------- | --------------------------------- | ------- |
| 最高音笛(短笛) | garklein                          | c3 - d5 |
| 超高音笛       | sopranino ( octave flute )        | f2 - g4 |
| 高音笛         | soprano（ descant / fifth flute ) | c2 - d4 |
| 中音笛         | alto ( treble / consort flute )   | f1 - g3 |
| 人聲笛         | voice flute                       | d1 - a4 |
| 次中音笛       | tenor                             | c1 - d3 |
| 低音笛         | bass                              | f - g3  |
| 大低音笛       | great bass                        | c - d2  |
| 倍低音笛       | contra bass                       | F - g2  |
| 倍大低音笛     | sub-great bass                    | C - d1  |
| 倍倍低音笛     | sub-contra bass                   | F1 - g1 |

除以上常見的直笛外，也有最低音為A（third flute）及以最低音為G（G-Alto）的中音笛, 最低音為Bb (Fourth Flute)及D（sixth flute）的高音笛，其英文名稱以相對於 中音笛的音階差命名，因此超高音笛又叫octave flute。低音笛方面, 也有最低音為G3 的 G-basset。F中音直笛因其音域适中、技巧灵活而独奏地位最為顯著。其次在独奏中较多應用的是C高音直笛。低音笛以下的聲部有圓管或方形笛，方形笛為現代改良，在音量上得到很好的提升。

### 樂器的材料
歷史上，直笛多以硬木材或象牙製造，有時使用金屬輔助鍵。現代直笛復興以來，則出現大量以塑膠或合成樹脂（ABS resin）製作的直笛。一般而言，較高級或專業演奏用的直笛會用木頭手工製作，價格及品質較高，而學生使用的入門直笛則多樹脂機器製作，價格較為廉宜。但目前Moeck, Mollenhaeur及Kung等主要生產商亦多以機器製作木質直笛，而部份專門的製造商（如Coolsma, Vincent Bernolin及Mollenhaeur）也會以合成樹脂或聚酯纖維製作專業演奏用的直笛。直笛製作材料及成本不一定與其音色及反應成正比，部份大型膠笛製造商如Aulos，也生產優質的高級塑膠笛，價格通常較入門級的木笛廉宜，而水準則優勝許多，甚至比價格貴上近十倍的機器製作中級木笛。近年製造商如Yamaha也嘗試用環保物料混合樹脂製作木笛。
現時木笛常用的硬木種類有: 
- 楓木（Maple，Acer pseudoplatanus, 比重0.63）
- 梨木（pearwood，Pyrus communis，比重0.65）
- 李木（plumwood，Prunus domestica，比重0.79）
- 橄欖木（olivewood，Olea europaea，比重0.85）
- 椴木（satinwood，Chloroxylon swietenia，比重0.98）
- 硬烏木（Diospyros perrieri，比重1.1）

除上以外，黃楊木（Boxwood）及玫瑰木（Rosewood）亦是常見的木材種類。
由於歐洲黃楊木（European boxwood, Buxus屬）日益稀缺，生產商現時多以南美洲外表、色澤相似但不同種類的木材代替，但仍然以Boxwood稱之。亞洲也有出產黃楊木（Buxus sinica），但似乎未有應用於直笛製作。相關的木種如下：
- 南美"黃楊木"（别名茜草木或檸檬木Castello "boxwood"，又名Ivorywood, Palo Blanco，Calycophyllum multiflorum，比重0.82）
- 西印度黃楊木/ 委內瑞拉"黃楊木"（Maracaibo / Zapatero "boxwood"，Gossypiospermum praecox，比重0.82）
- 巴西"黃楊木"（Brazilian boxwood, Yellow Wood，Euxylophora paraensis，比重0.83）
- 歐洲黃楊木（European boxwood，Buxus sempervirens，比重0.91）
- 印度黃楊木（Indian Boxwood，Gardenia latifolia，比重0.65）

檀木（rosewood或palisander, Dalbergia屬）中有不少種類均應用於木笛製作，包括,
- 巴西黑黃檀（Rio rosewood, rio palissander，Dalbergia nigra，比重0.84）
- 馬達加斯加檀木（Madagascar Rosewood, Palisander，Dalbergia spp.包括D. baronii, D. greveana, D. madagascariensis, and D. monticola，比重0.93）
- 絨毛黃檀（别名鬱金香木, tulipwood，Dalbergia decipularis，比重0.97）
- 伯利兹黄檀（别名大叶黄花梨,Honduras rosewood，Dalbergia stevensonii，比重1.03）,
- 微凹黃檀（别名可可波羅, Cocobolo，Dalbergia retusa，比重1.1）
- 國王木或赛州黄檀 (kingwood)（Dalbergia cearensis，比重1.2）
- 非洲黑木或東非黑黄檀（grenadilla / African black wood，Dalbergia melanoxylon，比重1.27）

其他較少見的木材有cherrywood, bubinga, haldu, adina, walnut。
選購時須注意同一木材的名稱常指種類不同的木，譯名也常有出入，即使用同一名稱，不同製造商或同一製造商在不同時期，用的木材種類也會有所不同。如Aura的Rosewood是Dalbergia spp.，而Moeck的Rosewood則是tulipwood（Dalbergia decipularis）。現時製造業商如單用rosewood或palisander作為木材的名稱，則多指巴西黑黃檀、馬達加斯加玫瑰木或絨毛黃檀。過去伯利兹黄檀未被禁運前，rosewood或palisander則多指伯利兹黄檀。一般而言，微凹黃檀赛州黄檀及非洲黑木因價格更高，甚少稱為rosewood。
由於檀木屬的樹木被過度濫伐，現時也有製造商改用同樣高比重及高硬度但不受威脅的木種生產直笛，如可樂豆木（Mopane，Colophospermum mopane ，比重1.08）或破布木（Bocote，又名蛇纹木/墨西哥黄金檀, Cordia elaeagnoides比重1.08）。
一般用家大多以為木材影響音色、反應，但事實上，直笛的設計及保養對音色影響往往較大。以同一款式的木笛而言，比重及硬度較低的木材（如枫木，梨木等）音色傾向柔和、溫暖、圓潤、厚實，較適合合奏，而比重及硬度較高的木材（如檀木），音色則較嘹亮、穿透有勁、優雅，較適合獨奏。而黃楊木則予認為平衡之選，音色溫暖、飽滿、明亮卻不會過於強勁。歐洲黃楊木及東非黑黄檀通常予認為是巴洛克木笛最佳，也是最貴的材料。

吹嘴之塞木則絕大多數以紅柏木製作，起吸水氣及防菌功效。但現時也有吸水氣更好的人工合成材料製作塞木。

## 著名製造商
歷史上著名製造商
- Pierre Jaillard Bressan (1663-1731)（英國）
- Thomas Stanesby Sr.（1668-1734）及Thomas Stanesby Jr.（1692–1754，英國）
- Iohan Christophe Denner (1655-1707)及 Jacob Denner（1681–1735）及Denner家族（德國及丹麥）
- Jan Steenbergen (1676-1752)（荷蘭）
- Engelbert Terton (1676-1752)（荷蘭）
- Jean-Hyacinth Rottenburgh (1672-1756), Godfroid-Adrien Rottenburgh (1703–68)及Rottenburgh家族
- Debey（法國/比利時）
- Richard Haka（荷蘭/英國）
- Charles Bizey（法國）
- Nicolas Hotteterre Sr.（1637-1694）, Jacques Hotteterre (1674-1763)及Hotteterre家族（法國）
- J.M. Anciuti（意大利）

大型製造商（同時生產手工及機器笛）：
- Mollenhauer（德國）
- Küng（瑞士，生產Küng, Marsyas及Eagle笛）
- Moeck（德國）
- Yamaha（日本）
- AAFAB（荷蘭，生產Coolsma, Aura及Dolmetsch笛）
- Dolmetsch（英國，已停止自行生產，由AAFAB代工）
- Fehr（瑞士）
- Huber（瑞士）
- Kobliczek（德國）
- Zen-On（日本，木笛由Takeyama代工）
- Suzuki（日本）
- Alder-heinrich（德國，已倒閉）
- Hohner（近年已不生產手工笛）
- Paetzold by Kunath（生產方形笛，Herbert Paetzold退休後由Mollenhauer前CEO Jo Kunath接手）

機器塑膠笛製造商
- Aulos（日本）
- Yamaha（日本）
- Music Garden（台灣）
- St. Linus（台灣）
- Angel（南韓）
- Smart（中国）
- Thomann（德國）

個人/小作坊製造商：
- Takeyama（日本）
- von Huene（美國）
- Joachim Rohmer
- Adrian Brown
- Tom Prescott
- Bob Marvin
- Cranmore
- Beaudin
- Stephan Blezinger
- Jean-Luc Boudreau（加拿大）
- Ralf Netsch
- David Coomber
- Michael Grinter
- Ralf Ehlert
- Jacqueline Sorel
- Martin Wenner
- Peter van Der Poel
- Geri Bollinger
- Guido Klemisch
- Yoav Ran
- Francisco Li Virghi
- Vincent Bernolin（法國）

不活躍或已去世當代製造家：
- Fred Morgan
- Beha and Gibbons
- Arnold Dolmetsch
- Alec Loretto
- Hans Schimmel
- Andreas Schwob
- Paul van der Linden
- Martin Skowroneck
- Tom Sears
- Rob Turner
- Fulvio Canevari
- Kunito Kinoshita
- Herbert Paetzold
- Adriana Breukink

## 地位
因为直笛的入门成本較低，因此在世界各国都当作音乐入门的教學樂器，直笛也是欧洲音乐史上的重要独奏乐器。保存至今最古老的直笛製於14世紀。更古老的西洋畫上亦有類似的笛，不過最早何時出現尚未有定論。在整个巴洛克时代，直笛由于其音色的完美，技巧的高深，通常赋予和小提琴类似的独奏地位。巴洛克时期許多重要的作曲家都曾为直笛写过大量奏鸣曲、协奏曲。其中以巴哈，韋瓦第，泰勒曼和亨德尔最著名。巴哈在《布兰登堡协奏曲》中，使用直笛的频率高于長笛。尤其是第二號布兰登堡协奏曲的第1乐章，他为直笛、双簧管、小提琴、小號写的一段四声部赋格堪称经典。
古典时期后，由於直笛的音量给長笛超越，所以在近现代管弦樂團遭淘汰，不为标准古典音乐的乐器使用。
20世紀复古风兴起，不少当代作曲家为直笛編写了独奏曲、奏鸣曲、协奏曲。直笛是歐洲的音乐学院的正规专业，而一般隶属于巴洛克音乐系，但它的音乐魅力显然不会局限于巴洛克音乐，现代优秀的直笛演奏家可以用8孔的直笛完美而完整地演奏塔尔蒂尼的《魔鬼的颤音》或其他技巧性曲目。
在台灣與香港以及日本，直笛是大多數中小學的必修樂器。

## 演奏家
当代优秀直笛演奏家：
- 法蘭士·布魯根（Frans Brüggen，荷蘭）
- 米夏拉·派翠（Michala Petri，丹麥）
- 露西·霍爾施[9]（Lucie Horsch，荷蘭）
- 馬賽厄斯·莫特[10]（Matthias Maute，德國）
- 艾列克‧波斯葛拉夫[11]（Erik Bosgraaf，荷蘭）
- 莫里斯·史戴格[12]（Maurice Steger，瑞士）

文艺复兴时期的直笛音乐：
- 紀堯姆·迪費（Guillaume Dufay）
- 約翰內斯·奧克岡（Johannes Ockeghem）
- 若斯坎·德普雷（Josquin des Prez）
- 海因里希·艾薩克（Heinrich Isaac）
- Ludwig Senfl（英语：Ludwig Senfl）
- 奧蘭多·德·拉絮斯（Orlando di Lasso）
- 威廉·伯德（William Byrd）
- 約翰·道蘭德（John Dowland）
- Anthony Holborne（英语：Anthony Holborne）
- 高凡捷（madeline ntsrrt)